# 784
784（七百八十四、ななひゃくはちじゅうよん）は自然数、また整数において、783の次で785の前の数である。

## 性質
- 784は合成数であり、約数は1, 2, 4, 7, 8, 14, 16, 28, 49, 56, 98, 112, 196, 392, 784である。
  - 約数の和は1767。
  - 191番目の過剰数である。1つ前は780、次は786。
  - 約数の和が奇数になる47番目の数である。1つ前は729、次は800。
  - 約数を15個もつ4番目の数である。1つ前は400、次は1936。
- 784 = 282
  - 28番目の平方数である。1つ前は729、次は841。
    - n = 2 のときの 28n の値とみたとき1つ前は28、次は21952。
    - 完全数の平方数とみたとき1つ前は36、次は246016。(オンライン整数列大辞典の数列 A133051)
    - 完全数28の倍数である。1つ前は756、次は812。(オンライン整数列大辞典の数列 A135628)

  - 7番目の三角数28からなる平方数である。1つ前は441、次は1296。(オンライン整数列大辞典の数列 A000537)
- 784 = 13 + 23 + 33 + 43 + 53 + 63 + 73
- 784 = (13 + 33 + 53 + 73) + (23 + 43 + 63) = 496 + 288
  - 7連続整数の立方和とみたとき自然数の範囲では最小、整数の範囲では1つ前は441、次は1295。
- 784 = (2 × 14)2
  - n = 14 のときの (2n)2 の値とみたとき1つ前は676、次は900。(オンライン整数列大辞典の数列 A016742)
- 784 = (4 × 7)2
  - n = 7 のときの (4n)2 の値とみたとき1つ前は576、次は1024。(オンライン整数列大辞典の数列 A016802)
  - n = 4 のときの (7n)2 の値とみたとき1つ前は441、次は1225。(オンライン整数列大辞典の数列 A016982)
- 784 = 24 × 72
  - 2つの異なる素因数の積で p4 × q2 の形で表せる4番目の数である。1つ前は400、次は1936。(オンライン整数列大辞典の数列 A189988)
- 7842 + 1 = 614657 であり、n2 + 1が素数になる97番目の数である。1つ前は780、次は816。(オンライン整数列大辞典の数列 A005574)
- 784 = 82 + 122 + 242
  - 3つの平方数の和1通りで表せる124番目の数である。1つ前は772、次は793。(オンライン整数列大辞典の数列 A025321)
  - 異なる3つの平方数の和1通りで表せる151番目の数である。1つ前は760、次は792。(オンライン整数列大辞典の数列 A025339)
- 784 = 13 + 33 + 33 + 93
  - 4つの正の数の立方数の和で表せる218番目の数である。1つ前は783、次は789。(オンライン整数列大辞典の数列 A003327)
- 約数の和が784になる数は2個ある。(364, 679) 約数の和2個で表せる52番目の数である。1つ前は780、次は800。
- 各位の和が19になる27番目の数である。1つ前は775、次は793。

## その他 784 に関連すること
- ISO 3166-1（JIS X 0304）国名コードの784は、アラブ首長国連邦。
- バーコード規格、EANの国コード784は、パラグアイ。
- 市外局番784は、セントビンセント・グレナディーン。
- JR北海道モハ784形電車
- ノースダコタ (PCU North Dakota, SSN-784) は、アメリカ海軍の攻撃型原子力潜水艦。